# Polymerurus andreae
Polymerurus andreae är en djurart som tillhör fylumet bukhårsdjur, och som beskrevs av Eric Hochberg 2005. Polymerurus andreae ingår i släktet Polymerurus och familjen Chaetonotidae. Inga underarter finns listade i Catalogue of Life.